# روبرت هاردر
روبرت هاردر هو سياسي أمريكي، ولد في 4 يونيو 1929، وتوفي في 12 أبريل 2014. نشط حزبياً في الحزب الديمقراطي. وقد انتخب عضو مجلس نواب كنساس ‏.